# Tollaincourt
Tollaincourt est une commune nouvelle française située dans le département des Vosges en région Grand Est.

## Géographie

### Localisation
Tollaincourt se situe de part et d'autre du Mouzon depuis la fusion avec Rocourt.

### Géologie et relief
Espaces naturels :
- Un espace protégé Natura 2000 : Bassigny, partie Lorraine,
- Deux zones naturelles d'intérêt écologique, faunistique et floristique (Znieff) :

Ruisseaux du Creusot et de Frênes de Villotte à Rcourt,
Vôge et Bassigny.

### Communes limitrophes
| Blevaincourt    | Rozières-sur-Mouzon |          |
| Damblain        | Tollaincourt        | Villotte |
| Romain-aux-Bois |                     | Lamarche |

### Hydrographie et les eaux souterraines
Hydrogéologie et climatologie : Système d’information pour la gestion des eaux souterraines du bassin Rhin-Meuse :
Territoire communal : Occupation du sol (Corinne Land Cover); Cours d'eau (BD Carthage),
Géologie : Carte géologique; Coupes géologiques et techniques,
 Hydrogéologie : Masses d'eau souterraine; BD Lisa; Cartes piézométriques.

#### Réseau hydrographique
La commune est située dans le bassin versant de la Meuse au sein du bassin Rhin-Meuse. Elle est drainée par le Mouzon, le ruisseau de l'Arlembouchet, le ruisseau de Romain-Aux-Bois, un bras du Mouzon, le ruisseau de Damblain, le ruisseau de Frenes, le ruisseau de la Baraque Bontemps, le ruisseau de la Planchotte et le ruisseau des Deserts,.
Le Mouzon, d’une longueur de 63,3 kilomètres, prend sa source sur le territoire de Serocourt, s’oriente vers l'ouest puis vers le nord peu après avoir quitté les localités de Rocourt et Tollaincourt, jusqu'aux abords de son confluent avec la Meuse.

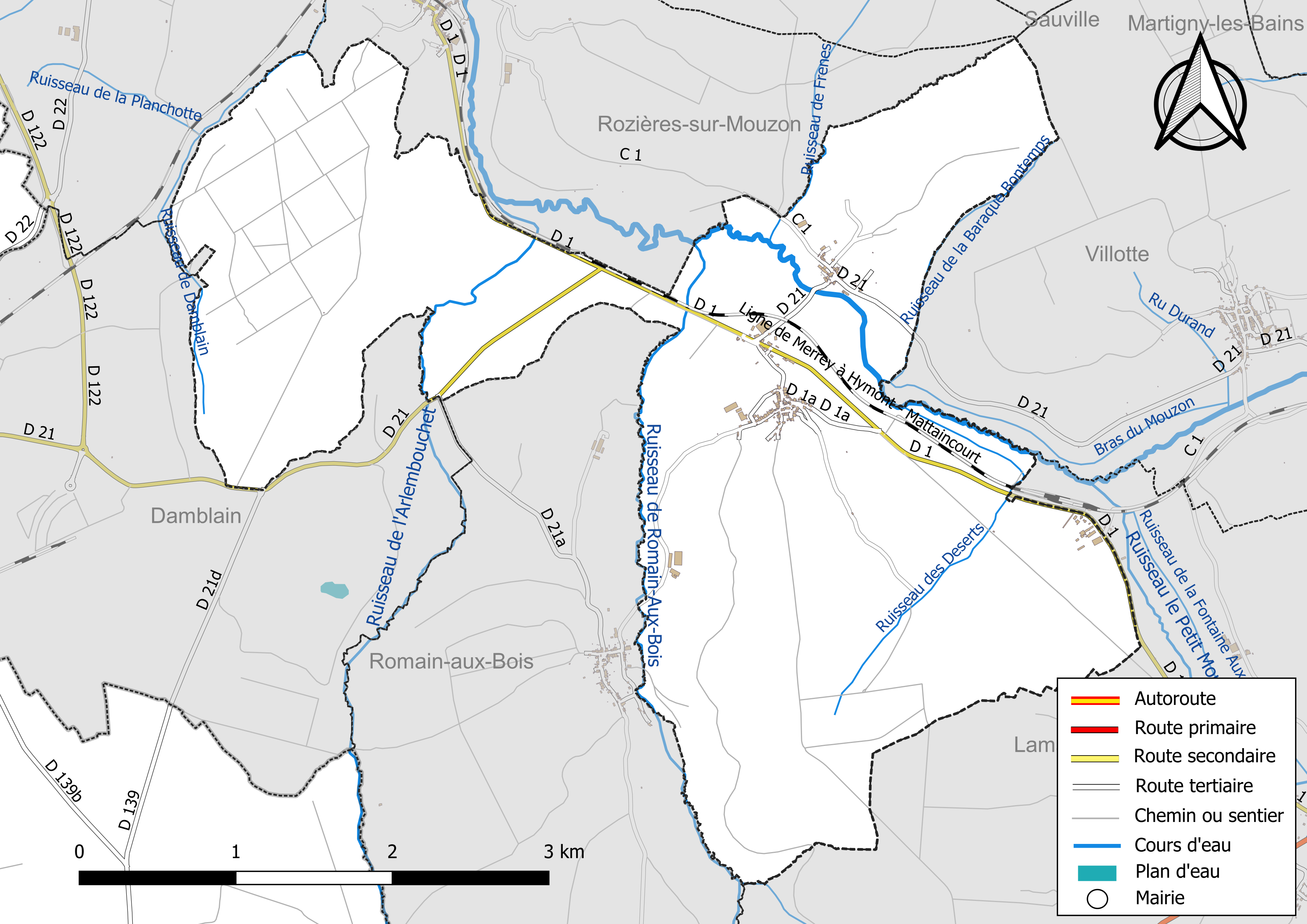
Réseaux hydrographique et routier de Tollaincourt.

#### Gestion et qualité des eaux
Le territoire communal est couvert par le schéma d'aménagement et de gestion des eaux (SAGE) « Nappe des Grès du Trias Inférieur ». Ce document de planification, dont le territoire comprend le périmètre de la zone de répartition des eaux de la nappe des Grès du trias inférieur (GTI), d'une superficie de 1 497 km2, est en cours d'élaboration. L’objectif poursuivi est de stabiliser les niveaux piézométriques de la nappe des GTI et atteindre l'équilibre entre les prélèvements et la capacité de recharge de la nappe. Il doit être cohérent avec les objectifs de qualité définis dans les SDAGE Rhin-Meuse et Rhône-Méditerranée. La structure porteuse de l'élaboration et de la mise en œuvre est le conseil départemental des Vosges.
La qualité des cours d’eau peut être consultée sur un site dédié géré par les agences de l’eau et l’Agence française pour la biodiversité.

### Climat
Pour des articles plus généraux, voir Climat du Grand Est et Climat des Vosges.
En 2010, le climat de la commune est de type climat de montagne, selon une étude du Centre national de la recherche scientifique s'appuyant sur une série de données couvrant la période 1971-2000. En 2020, Météo-France publie une typologie des climats de la France métropolitaine dans laquelle la commune est exposée à un climat océanique altéré et est dans la région climatique Lorraine, plateau de Langres, Morvan, caractérisée par un hiver rude (1,5 °C), des vents modérés et des brouillards fréquents en automne et hiver.
Pour la période 1971-2000, la température annuelle moyenne est de 9,4 °C, avec une amplitude thermique annuelle de 17,1 °C. Le cumul annuel moyen de précipitations est de 971 mm, avec 13,3 jours de précipitations en janvier et 8,9 jours en juillet. Pour la période 1991-2020, la température moyenne annuelle observée sur la station météorologique de Météo-France la plus proche, « St Ouen-lès-Parey_sapc », sur la commune de Saint-Ouen-lès-Parey à 10 km à vol d'oiseau, est de 10,0 °C et le cumul annuel moyen de précipitations est de 806,8 mm. 
La température maximale relevée sur cette station est de 39,4 °C, atteinte le 25 juillet 2019 ; la température minimale est de −22 °C, atteinte le 20 décembre 2009,,.
Les paramètres climatiques de la commune ont été estimés pour le milieu du siècle (2041-2070) selon différents scénarios d'émission de gaz à effet de serre à partir des nouvelles projections climatiques de référence DRIAS-2020. Ils sont consultables sur un site dédié publié par Météo-France en novembre 2022.

## Urbanisme

### Typologie
Au 1er janvier 2024, Tollaincourt est catégorisée commune rurale à habitat dispersé, selon la nouvelle grille communale de densité à sept niveaux définie par l'Insee en 2022.
Elle est située hors unité urbaine. Par ailleurs la commune fait partie de l'aire d'attraction de Vittel - Contrexéville, dont elle est une commune de la couronne,. Cette aire, qui regroupe 72 communes, est catégorisée dans les aires de moins de 50 000 habitants,.

### Voies de communications et transports

#### Voies routières
- Autoroute A31 : Échangeurs Robécourt, Bulgnéville, Montigny-le-Roi.

#### Transports en commun
- Fluo Grand Est.

#### Lignes SNCF

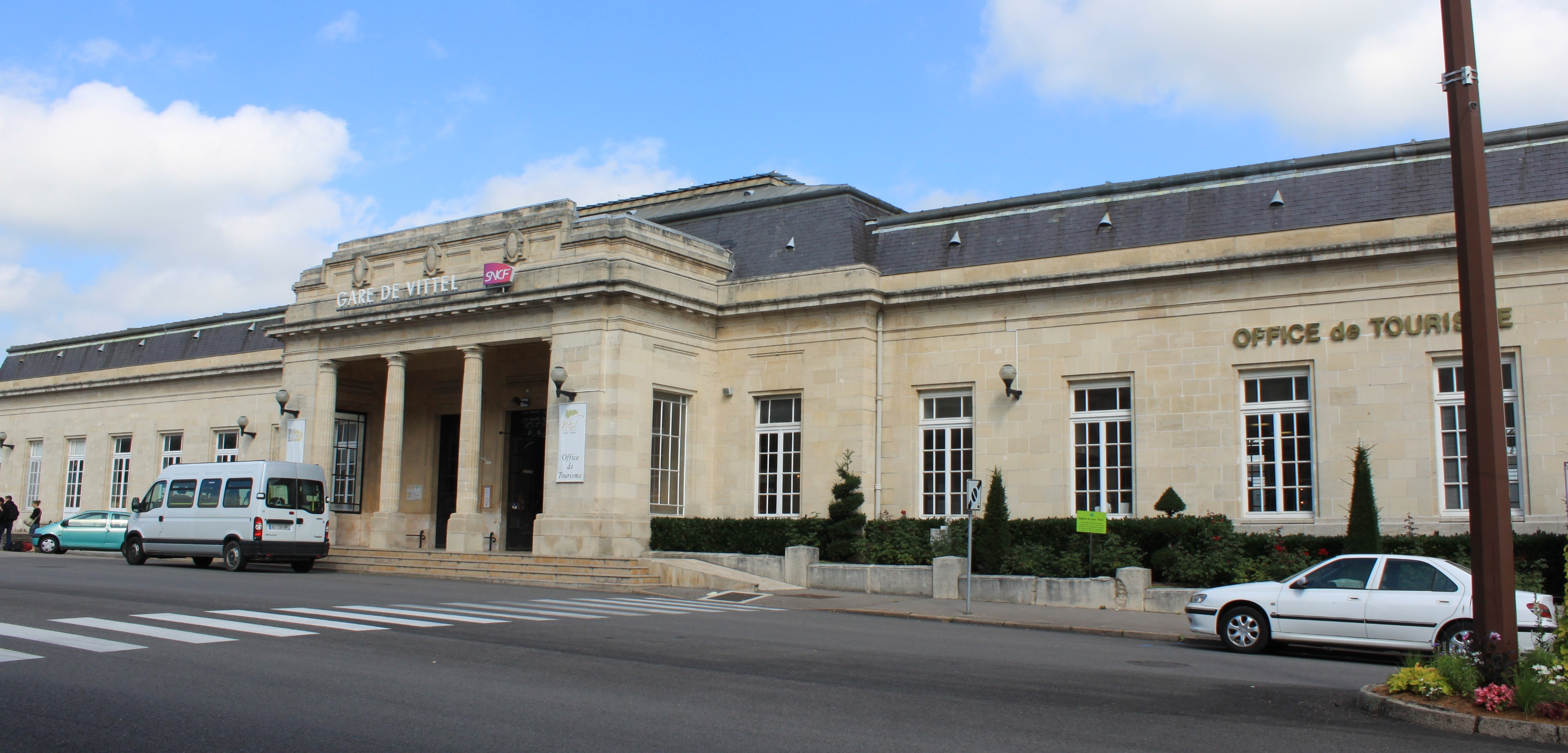
Gare de Vittel.

Commune traversée par une voie ferrée, mais n'a pas de gare ferroviaire.
- Gare de Contrexéville
- Gare de Vittel
- Gare de Neufchâteau
- Gare de Merrey

## Toponymie
Par arrêté préfectoral du 19 septembre 2016, la commune nouvelle de Tollaincourt est créée à partir du 1er janvier 2017 par la fusion de Rocourt et Tollaincourt, conformément aux délibérations des conseils municipaux, respectivement, du 30 et 8 juin 2016. Il n'y a pas de commune déléguée. Son siège est fixé à la mairie de Tollaincourt.
Le nom de la localité est attesté sous les formes Totolenei curtis (1044) ; W. de Torlenni curte (XIe siècle) ; Toteleincort, Tutelencurt (1160) ; Tetelencurt (1168) ; Totelencurt (1168) ; Toteleni curtis (1188) ; Andreas de Tuteleincurt, Toteleincurt (avant 1192) ; Tholencorut (1247) ; Tolaincourt (1266) ; Toulencort (1271) ; Bertelemins de Tolaincort (vers 1275) ; Thoulaincort (1277) ; Thoulaincourt (1287) ; Ysabelz de Tollencort (1309) ; Toulaincourt (1333) ; Toulaincours, Toulaincourt (1358) ; Tolaincuria (1402) ; Toullaincourt (1494) ; Thollaincourt (1582) ; Talaincourt (XVIIe siècle) ; Tollaincourt (1711) ; Tollincourt (1737) ; Tolaincourt ou Tholaincourt (1751) ; Tolaincour (XVIIIe siècle).

## Histoire
Une rue a été dédiée à Addi Bâ, héros figure de la résistance française, membre du premier maquis des Vosges.
Par arrêté préfectoral du 19 septembre 2016, la commune nouvelle de Tollaincourt est créée à partir du 1er janvier 2017 par la fusion de Tollaincourt avec Rocourt conformément aux délibérations des conseils municipaux, respectivement, du 8 et du 30 juin 2016. Son siège est fixé à la mairie de Tollaincourt. Il n'y a pas de commune déléguée.

## Politique et administration

### Liste des maires
| Période                                  | Période    | Identité                            | Étiquette | Qualité                                 |
| ---------------------------------------- | ---------- | ----------------------------------- | --------- | --------------------------------------- |
| Les données manquantes sont à compléter. |            |                                     |           |                                         |
|                                          | mars 2001  | Josette Logerot                     |           |                                         |
| mars 2001                                | avril 2014 | Francis-Hubert Huguenel (1949-2021) |           |                                         |
| avril 2014                               | juin 2016  | Michel Guillermond (1942-2016)      |           | DRH retraité, décédé en cours de mandat |
| 2016                                     | 2020       | Hervé Laurrin                       |           |                                         |
| 2020                                     | En cours   | Isabelle Calteau                    |           | Artisan                                 |

### Budget et fiscalité 2022
En 2022, le budget de la commune était constitué ainsi :
- total des produits de fonctionnement : 71 000 €, soit 714 € par habitant ;
- total des charges de fonctionnement : 66 000 €, soit 658 € par habitant ;
- total des ressources d'investissement : 5 000 €, soit 50 € par habitant ;
- total des emplois d'investissement : 8 000 €, soit 77 € par habitant ;
- endettement : 50 000 €, soit 504 € par habitant.

Avec les taux de fiscalité suivants :
- taxe d'habitation : 13,24 % ;
- taxe foncière sur les propriétés bâties : 6,19 % ;
- taxe foncière sur les propriétés non bâties : 6,79 % ;
- taxe additionnelle à la taxe foncière sur les propriétés non bâties : 38,75 % ;
- cotisation foncière des entreprises : 14,81 %.

Chiffres clés Revenus et pauvreté des ménages en 2021 : médiane en 2021 du revenu disponible, par unité de consommation : 21 140 €.

## Économie

### Entreprises et commerces

#### Agriculture
- Culture de céréales, de légumineuses et de graines oléagineuses.
- Élevage de vaches laitières.
- Exploitation forestière.

#### Tourisme
- Hébergements et restauration à Bulgnéville, Contrexéville, Bourbonne-les-Bains, Doncourt-sur-Meuse.

#### Commerces
- Commerces et services de proximité :

## Population et société

### Évolution démographique de la commune déléguée
L'évolution du nombre d'habitants est connue à travers les recensements de la population effectués dans la commune depuis 1793. À partir du 1er janvier 2009, les populations légales des communes sont publiées annuellement dans le cadre d'un recensement qui repose désormais sur une collecte d'information annuelle, concernant successivement tous les territoires communaux au cours d'une période de cinq ans. 
Pour les communes de moins de 10 000 habitants, une enquête de recensement portant sur toute la population est réalisée tous les cinq ans, les populations légales des années intermédiaires étant quant à elles estimées par interpolation ou extrapolation. Pour la commune, le premier recensement exhaustif entrant dans le cadre du nouveau dispositif a été réalisé en 2005,.
En 2014, la commune comptait 101 habitants, en évolution de −9,01 % par rapport à 2009 (Vosges : −1,74 %, France hors Mayotte : +2,49 %).
| 1793 | 1800 | 1806 | 1821 | 1831 | 1836 | 1841 | 1846 | 1856 |
| ---- | ---- | ---- | ---- | ---- | ---- | ---- | ---- | ---- |
| 334  | 375  | 428  | 299  | 417  | 417  | 483  | 467  | 381  |

| 1861 | 1866 | 1876 | 1881 | 1886 | 1891 | 1896 | 1901 | 1906 |
| ---- | ---- | ---- | ---- | ---- | ---- | ---- | ---- | ---- |
| 378  | 401  | 355  | 377  | 337  | 326  | 329  | 291  | 283  |

| 1911 | 1921 | 1926 | 1931 | 1936 | 1946 | 1954 | 1962 | 1968 |
| ---- | ---- | ---- | ---- | ---- | ---- | ---- | ---- | ---- |
| 260  | 226  | 214  | 200  | 197  | 194  | 208  | 204  | 173  |

| 1975 | 1982 | 1990 | 1999 | 2005 | 2010 | 2014 | - | - |
| ---- | ---- | ---- | ---- | ---- | ---- | ---- | - | - |
| 152  | 136  | 129  | 108  | 123  | 100  | 101  | - | - |

### Évolution démographique de la commune nouvelle
L'évolution du nombre d'habitants est connue à travers les recensements de la population effectués dans la commune depuis sa création.

En 2022, la commune comptait 117 habitants, en évolution de −8,59 % par rapport à 2016 (Vosges : −2,96 %, France hors Mayotte : +2,11 %).
| 2015 | 2020 | 2022 |
| ---- | ---- | ---- |
| 129  | 118  | 117  |

### Enseignement
Établissements d'enseignements :
- Écoles maternelles et primaires à Damblain, Lamarche, Martigny-les-Bains, Vrécourt, Breuvannes-en-Bassigny.
- Collèges à Lamarche, Martigny-les-Bains, Bourbonne-les-Bains, Contrexéville, Bourmont-entre-Meuse-et-Mouzon.
- Lycées à Contrexéville, Mandres-sur-Vair.

### Santé
Professionnels et établissements de santé :
- Médecins à Lamarche, Martigny-les-Bains, Vrécourt, Mont-lès-Lamarche, Bulgnéville, Contrexéville.
- Pharmacies à Lamarche, Martigny-les-Bains, Vrécourt, Bulgnéville, Contrexéville.
- Hôpitaux à Lamarche, Vittel, Neufchâteau, Mattaincourt, Ville-sur-Illon.

### Cultes
- Culte catholique, Paroisse Bienheureux "Jean Baptiste Menestrel"[30], Diocèse de Saint-Dié.

## Culture locale et patrimoine

### Lieux et monuments
- Château de Tollaincourt construit au XVIIIe siècle.
- Église Saint-Didier[31].

Retable du XVIIIe siècle classé monument historique au titre objet le 08 août 1957.
Bâton de confrérie (statuette) : Vierge de l’Immaculée Conception.
- Monument aux morts[34],[35],[36].
- Patrimoine architectural rural recensé par le service régional de l'Inventaire général du patrimoine culturel[37],[38].

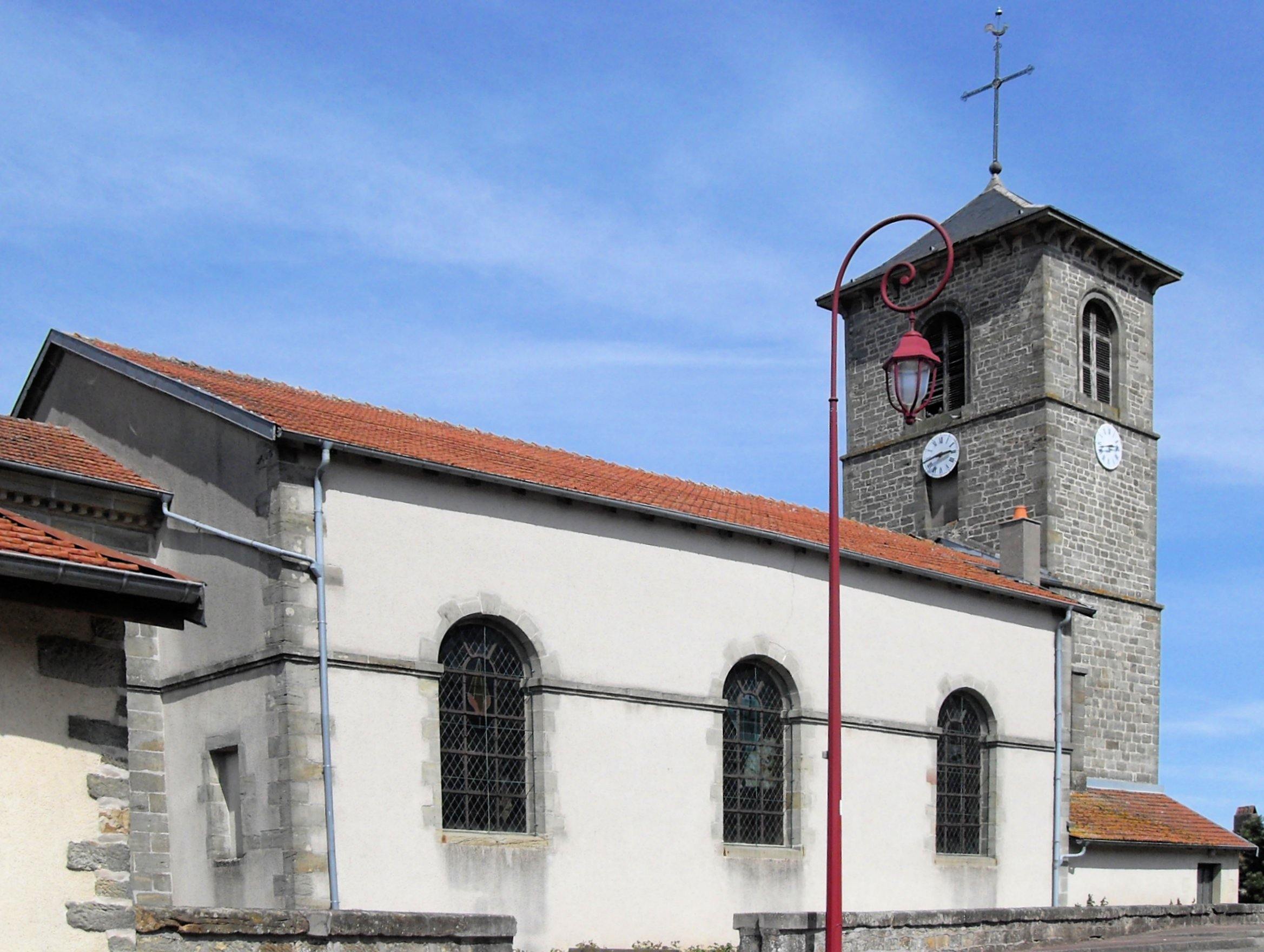
L'église Saint-Didier.
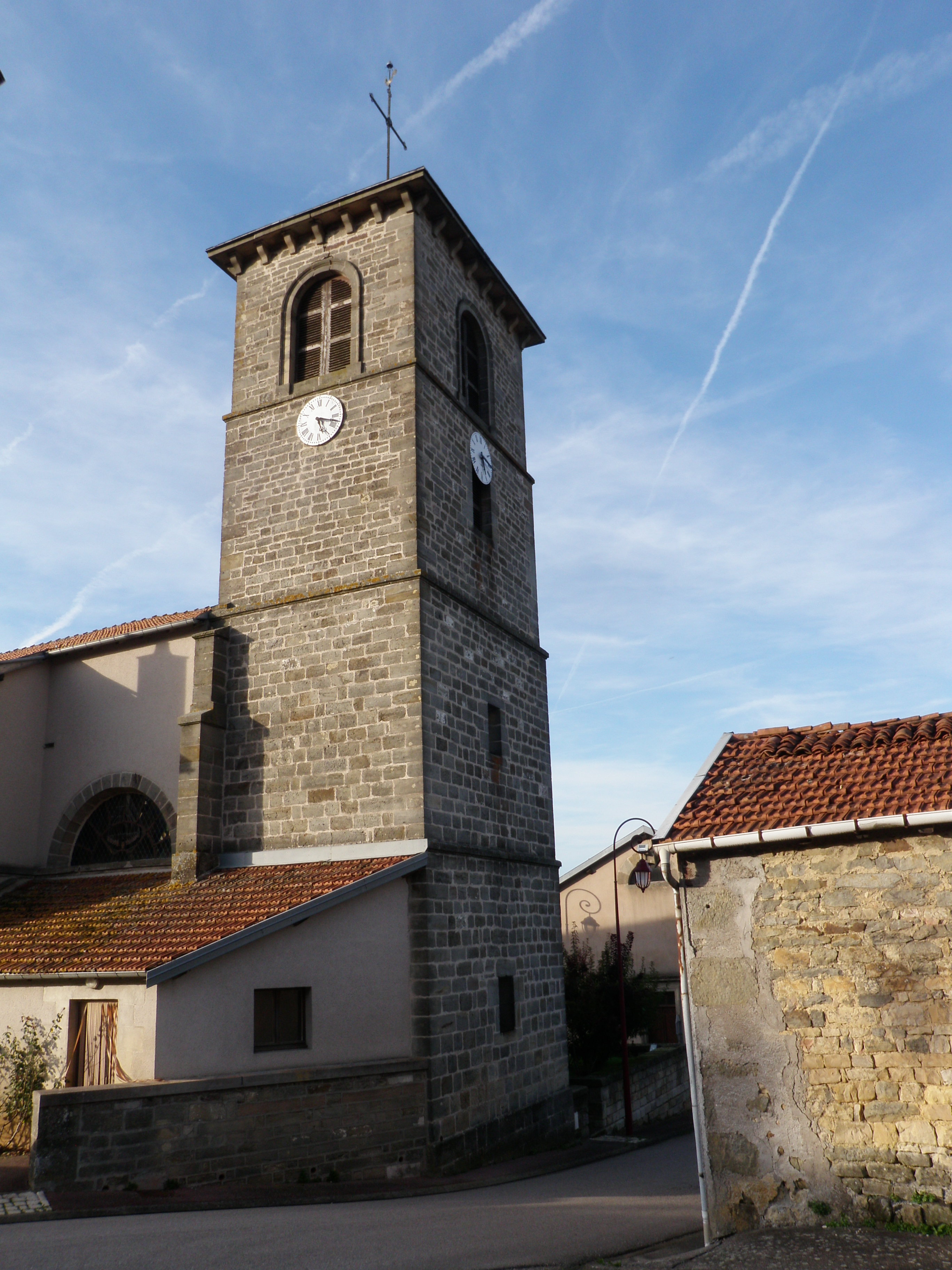
Clocher de l'église Saint-Didier.
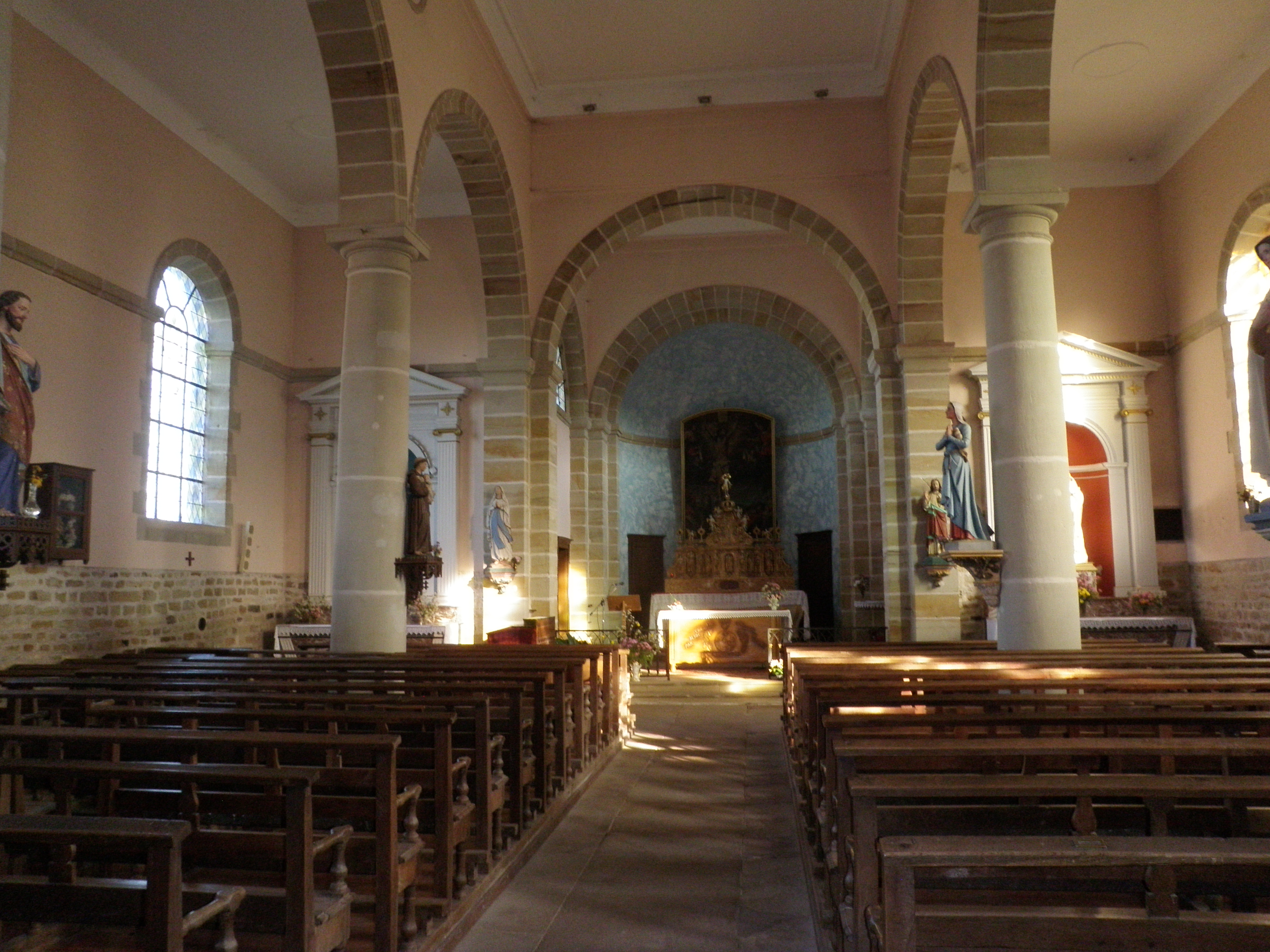
Intérieur de l'église Saint-Didier.
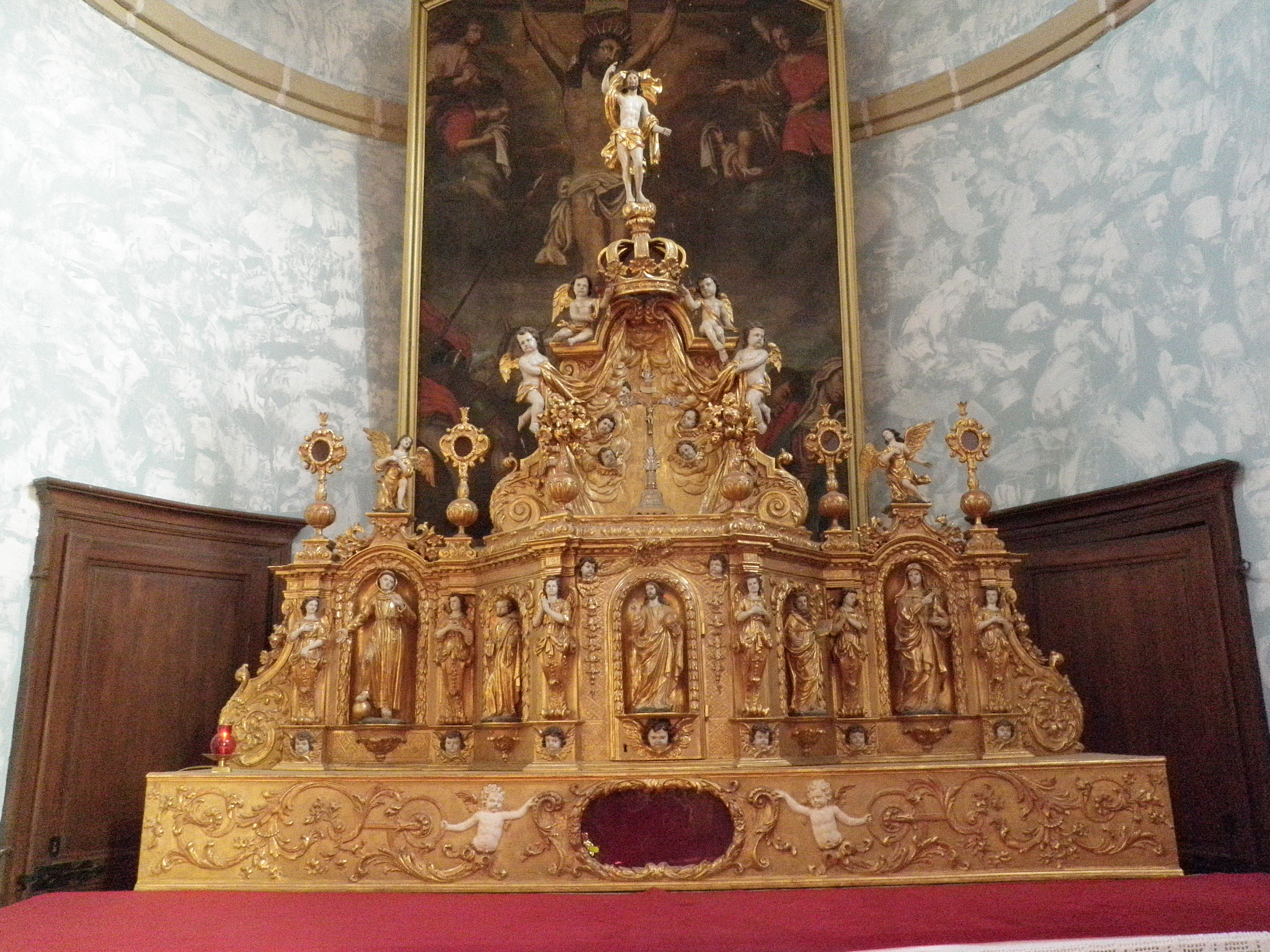
Retable de l'église Saint-Didier.

### Personnalités et institutions liées à la commune
- Addi Bâ (1916-1943), figure de la résistance française, membre du premier maquis des Vosges.

Le 15 juillet 1943, Addi Bâ – qui résidait et luttait depuis trois ans dans le village de Tollaincourt et sa région –, soldat du 12e régiment de tirailleurs sénégalais est arrêté par les Allemands à la suite de l'attaque du maquis du camp de la Délivrance. Torturé, il ne parle pas. Il est fusillé le 18 décembre 1943 à Épinal sur le plateau de la Vierge, en même temps que le chef du maquis Marcel Arburger. Sa biographie romancée, et le village de Tollaincourt sous le nom de « Romaincourt », sont le sujet du livre de Tierno Monénembo, Le Terroriste noir paru en 2012.
- Association du Château vert pour la promotion du patrimoine naturel, culturel et historique des marches de la Lorraine[40].

### Héraldique
| Blason | Blasonnement : Parti d'azur semé de croix recroisetées au pied fiché d'or à deux bars adossés du même, et d'or à trois fasces de sable. Commentaires : Les deux bars sur fond d'azur semé de croisettes indiquent que Tollaincourt faisait partie du Barrois. Les trois fasces de sable représentent des armes de la famille de Deuilly, d'ancienne chevalerie, seigneur du lieu. Cependant la plupart des armoriaux indiquent pour cette famille un blason légèrement différent : Fascé d'or et de sable de huit pièces. |